# Jacques Lunis

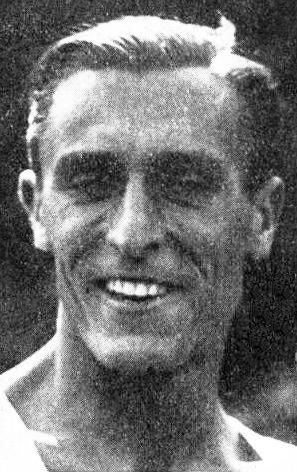
Jacques Lunis en 1946.

Jacques, Joseph, Louis Lunis, né le 27 mai 1923 à Pierrecourt (alors en Seine-Inférieure) et décédé le 2 novembre 2008 au Plessis-Trévise (Val-de-Marne) [1], est un athlète français.

## Biographie
Avant-guerre, en 1938, ses parents achètent une boucherie rue Damiette à Rouen.Leur fils unique Jacques poursuit ses études à l'école primaire supérieure de la rue Poisson et obtient en 1939 son brevet élémentaire.Son père étant mobilisé en septembre, il arrête ses études et travaille à 16 ans au tri postal de Rouen-Gare. 
Côté sport, il commence par le basket à l'ASPTT de Rouen,  puis le cross. Sa première course a lieu en 1938 dans la catégorie cadets, organisée par le G.C. Boisguillaume, club auquel il s'affilie dans la foulée. De 1939 à 1941, il gagne plusieurs épreuves de cross en cadets et en juniors (record junior du KM en 1941 en 2'40'' 8).
Préférant la piste et "l'effort court et violent"(selon ses écrits), il quitte le G.C. Boisguillaume pour l'A.S. cheminots de Sotteville, entraîné par Lucien Ternisien. Il accomplira toute sa  carrière comme licencié du Stade Sottevillais. 
Il commence par le 800 m et décroche en 1941, à Colombes, le titre de champion de France junior de la discipline ; en 1942, il conserve son titre en 1'57''7, et  court un 400 m en 50''9. Pendant l'année 1943, il est blessé à un pied et cette blessure s'avère longue à diagnostiquer et à traiter et les évènements ne sont propices ni au sport ni à la médecine.
Fin 1943, il adhère aux F.F.I. (Forces Françaises de l'Intérieur). Incorporé dans l'armée de l'air en août 45, il souhaite être pilote, mais il est jugé inapte pour cause de problèmes veineux ; il se remet alors à l'athlétisme au sein du B.A.117 et participe à un 800 m d'après-guerre "terre-air-mer" où il termine 2ème.
En 1946,  il revient en grande forme et, lors de la journée du souvenir, au stade Jean Bouin, il gagne le 400 m en 49''3, puis réalise 49'' à Bruxelles et gagne le championnat de France en 48''3.
Aux championnats d'Europe d'Oslo en août 46, il se classe deuxième du 400 m en 48''3, avant de remporter la médaille d'or du  relais 4x400 en 3'14''4 (Santona, Cros, Chefdhôtel, Lunis), lors d'une magnifique course très disputée avec les Suédois, les Danois et les Anglais, la plus belle course de sa vie selon lui. À noter l'exceptionnelle solidarité des collègues des P.T.T. Rouen-Gare qui ont offert d'assurer le service de Lunis pendant son absence, effectuant chacun deux vacations par jour pour que leur camarade puisse participer aux championnats d'Europe. Le retour à Rouen est triomphal (famille, postiers, dirigeants, autres athlètes).
Le 30/09/1946, Jacques Lunis épouse Denise Vast.
En 1947, Lunis quitte la Poste pour une entreprise du bâtiment en semaine et travaille en tant que journaliste sportif le week-end.Il s'entraîne deux fois par semaine ; il se présente à nouveau sur 800 m à Sotteville, puis à Rennes, mais il n'est pas à l'aise sur cette distance. Aux championnats de France, il s'aligne sur 400m et prend la deuxième place derrière Santona.
L'année 1948 est celle des J.O. de Londres : cela débute par un stage d'oxygénation à Chamonix en janvier, puis des tentatives sur 800 m sans succès, mais aux interrégionaux d'Alençon, le 27 juin, il réalise un très beau 400 m en 47''9, réalisant la meilleure performance européenne de la saison. Sélectionné pour les JO de Londres en 1948, il atteint la demi-finale du 400 m (1er de sa série, 3ème en 1/4 finale), à laquelle, étant atteint d'un refroidissement, et n'ayant aucune chance de battre un record car il a plu et la piste est lourde, il ne participe pas pour se réserver pour le relais 4x400 m. L'équipe constituée de Jean Kérébel, Francis Schewetta, Robert Chefdhôtel et Jacques Lunis remporte la médaille d'argent du relais 4x400. L'équipe de France s'incline de près de 4 secondes face aux États-Unis dans le temps de 3 min 14 s 8. Les Jamaïquains, favoris de l'épreuve, ont un coureur victime d'un claquage.
En 1949, il change à nouveau de métier et commence une carrière dans une société de matériel de bureau. Côté sport, il arrache la première place aux 400 m des Championnats de France.
En 1950, aux championnats d'Europe à Bruxelles, Lunis obtient de nouveau la médaille d'argent au 400 m individuel en signant le meilleur temps de sa carrière : 47''6.  Il égalera de nouveau ce record lors d'un France-Finlande à Colombes en 1950, gagné en courant "en dedans", un des regrets de sa carrière.
En 1951, il arrête progressivement la course à pied pour s'investir pleinement dans la vie professionnelle.

## Palmarès
- Championnats d'Europe d'athlétisme de 1946 à Oslo (Norvège)
  -  Champion d'Europe au relais 4 × 400 mètres
  -  Médaille d'argent sur 400 m
- Jeux olympiques de 1948 à Londres (Royaume-Uni)
  -  Vice-champion olympique au relais 4 × 400 mètres
- Championnats d'Europe d'athlétisme de 1950 à Bruxelles (Belgique)
  -  Médaille d'argent sur 400 m

- 26 sélections en équipe de France A

- Recordman de France du 400 m durant 5 ans, dont 47 s 6 en 1950

- Champion de France du 400 m en 1946, 1948, 1949 et 1950
- Vice-champion de France du 400 m en 1947

## Distinction
- 1950 : le Challenge National du Docteur Marc Bellin du Coteau (pour le meilleur temps d'un athlète français sur 400 mètres durant l'année, décerné par l'Association Les Amis du sport).

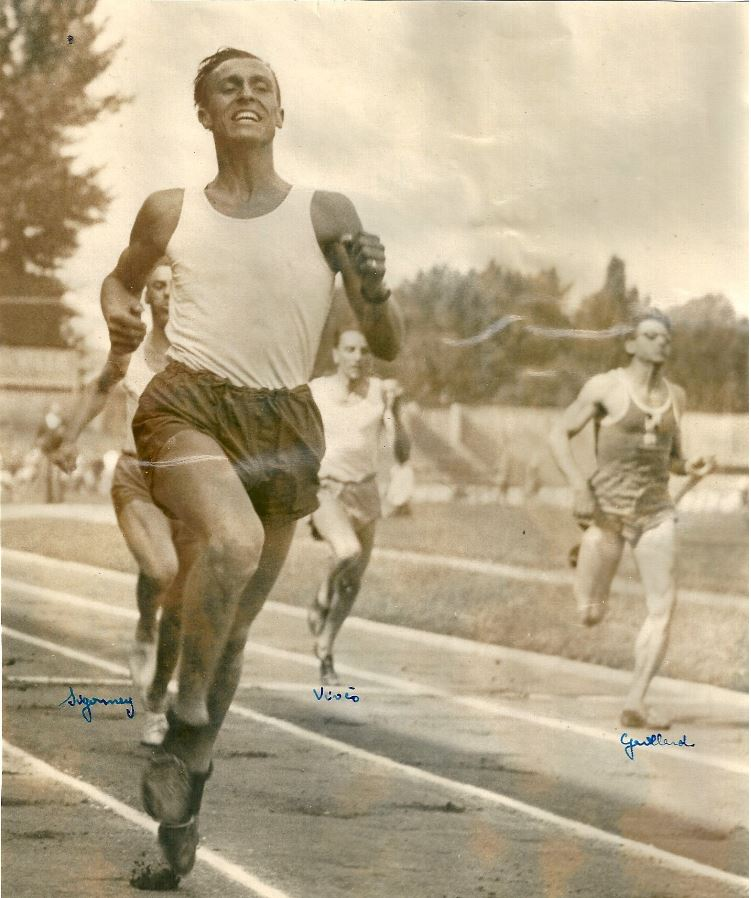
Jacques Lunis aux championnats de France 1946